# Genlisea guianensis
 Genlisea guianensis ist eine fleischfressende Pflanzenart aus der Gattung der Reusenfallen (Genlisea), die 1900 erstbeschrieben wurde.

## Beschreibung
Genlisea guianensis gehört zu einer der größten ihrer Gattung. Ihre länglich-lanzettlichen Blätter sind bis zu 12 Zentimeter lang und 9 Millimeter breit. Die dunkel-violetten, großen Blüte sitzen an langen, wenig behaarten Blütenständen, die Unterlippe der Blütenkrone besteht aus 3 stark eingeschnittenen Lappen.

## Verbreitung
Genlisea guianensis wächst in Südamerika in Guyana, Venezuela (Bolivar) und Brasilien (Bahia, Mato Grosso, Goiás). Da es sich um eine halbaquatische Pflanze handelt, findet man sie nur an sehr nassen Standorten.